# Paramigas pauliani
Paramigas pauliani är en spindelart som först beskrevs av Dresco och Canard 1975.  Paramigas pauliani ingår i släktet Paramigas och familjen Migidae.
Artens utbredningsområde är Madagaskar. Inga underarter finns listade i Catalogue of Life.